# پودلشه (شهرستان کنجژن-کوژله)
پودلشه (به لهستانی:  Podlesie) یک روستا در لهستان است که در گمینا چیسک واقع شده‌است. پودلشه ۲۴۶ نفر جمعیت دارد.

## نگارخانه

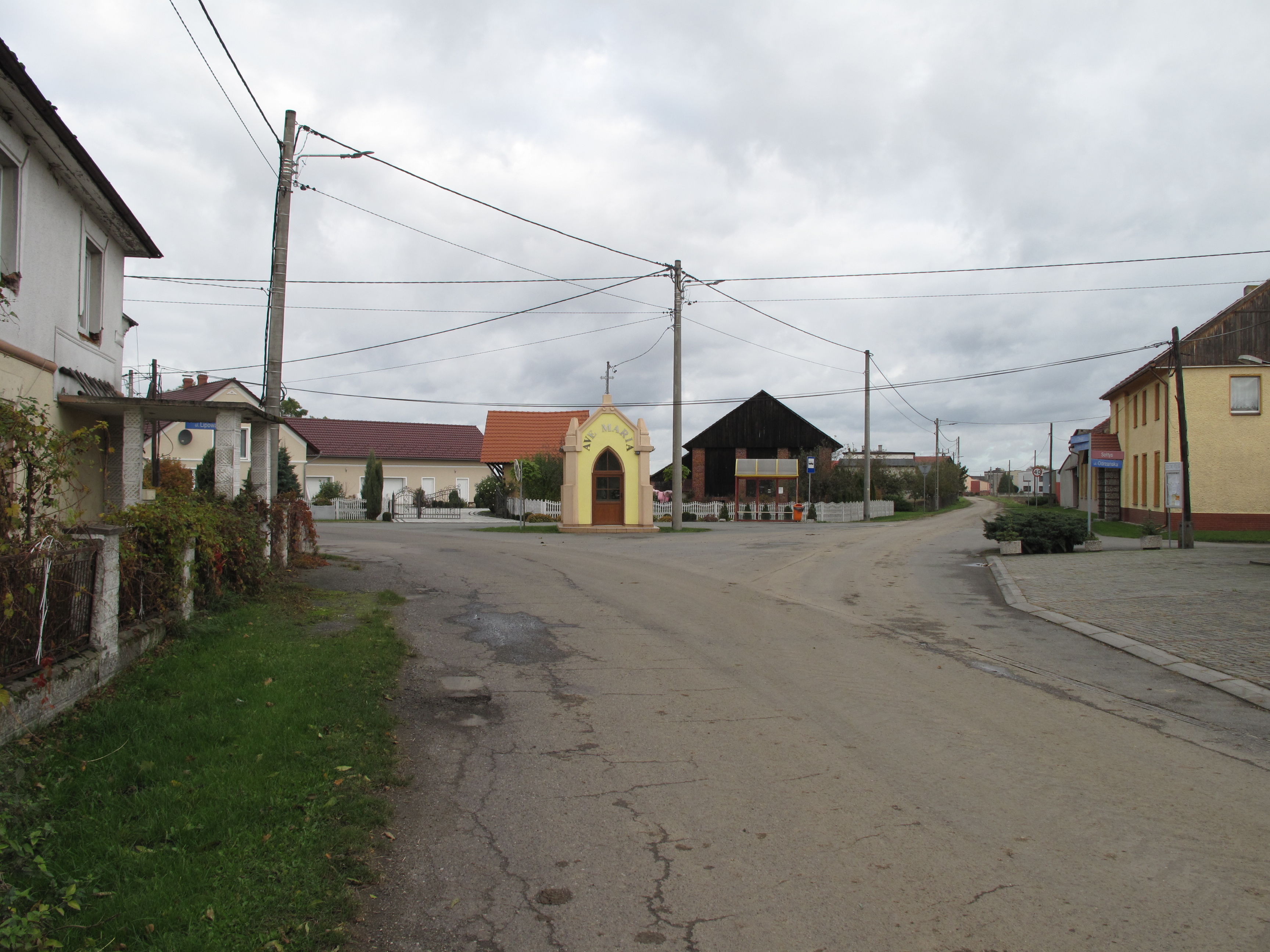
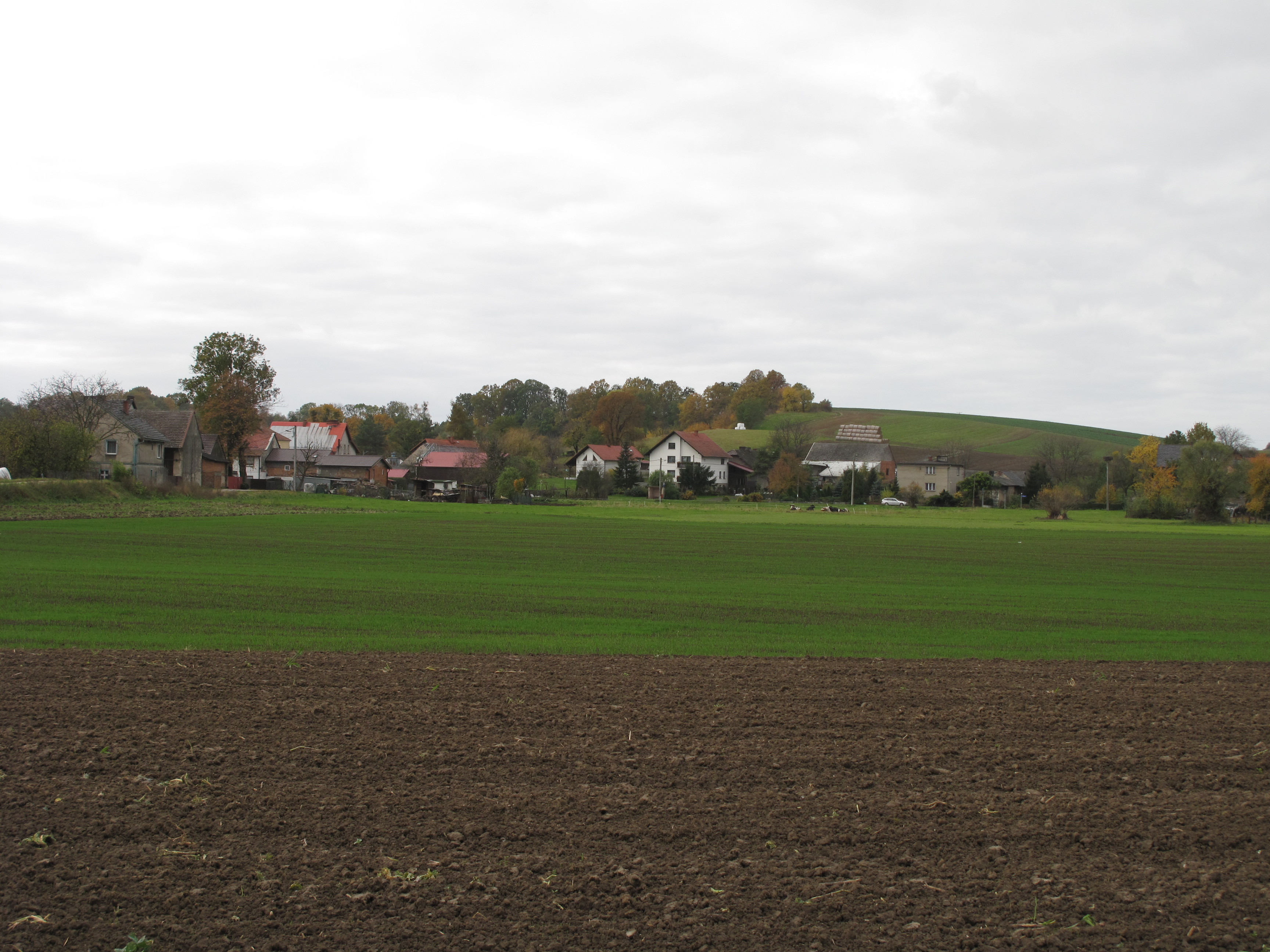
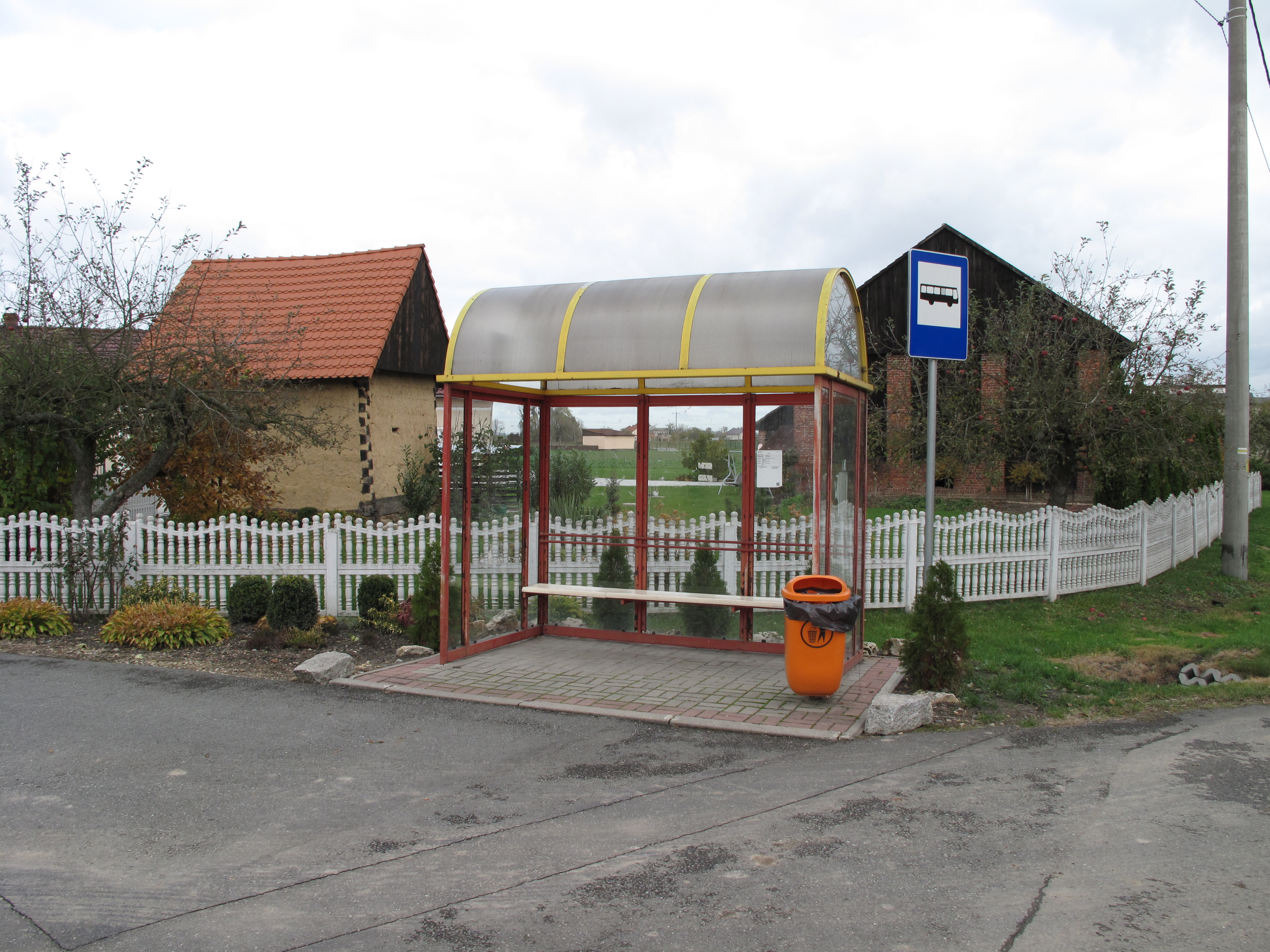